# Gustavianum

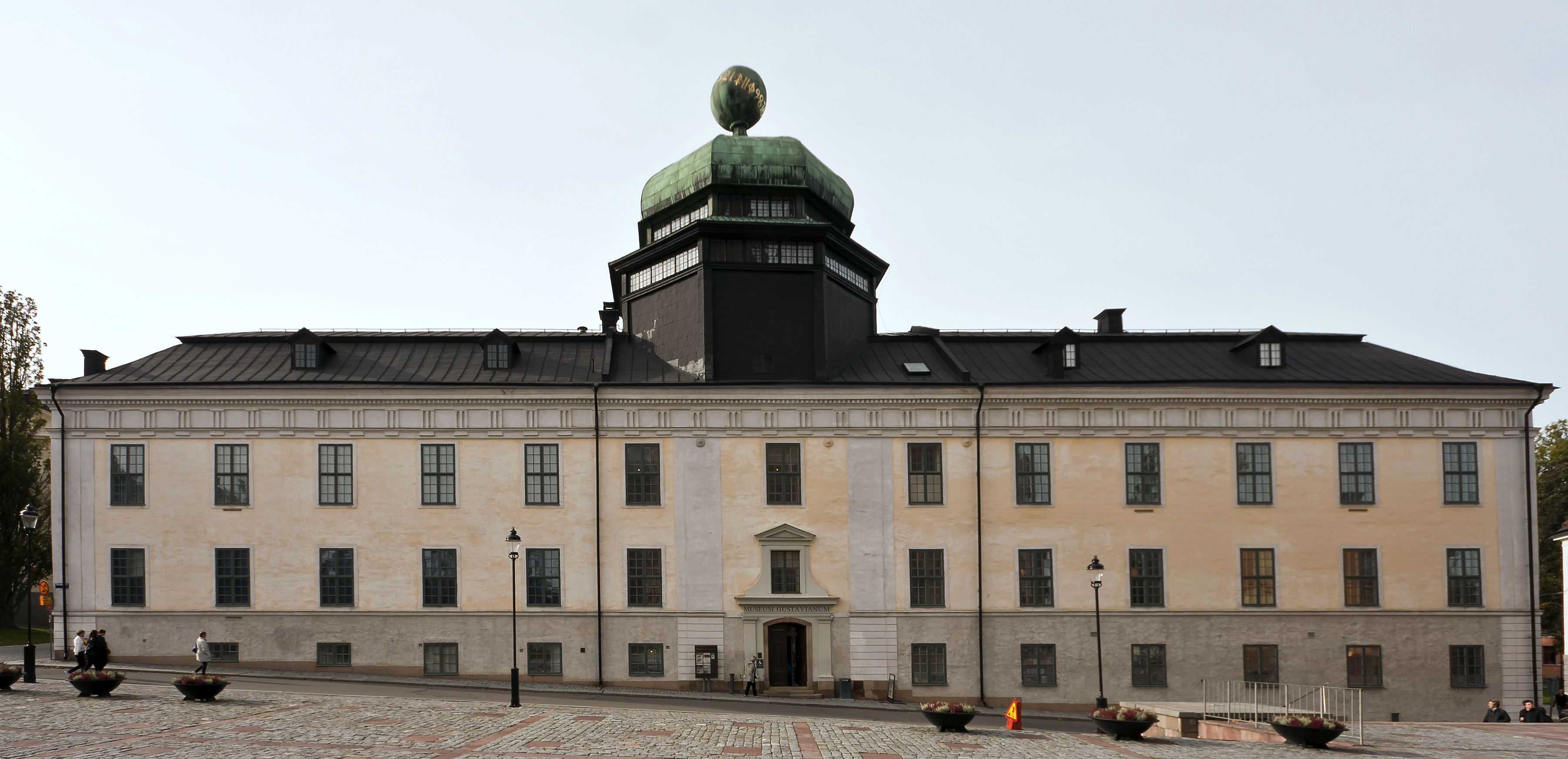
Gustavianum gezien vanuit het oosten

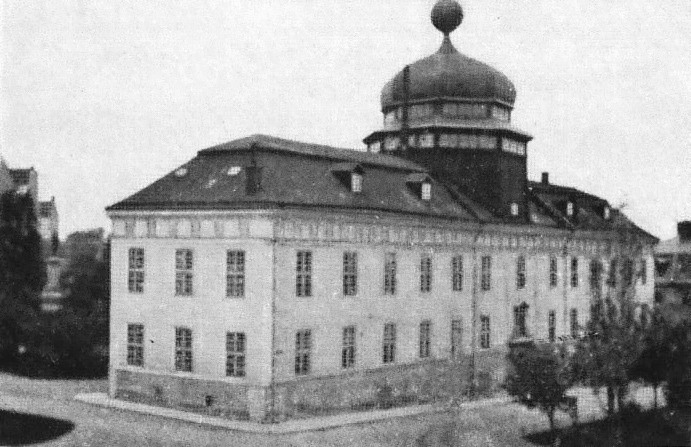
Foto van het gebouw uit begin van de 20e eeuw

Het Gustavianum is het voormalige hoofdgebouw van de Universiteit van Uppsala in Zweden. Het werd gebouwd tussen 1622 en 1625 direct tegenover de Kathedraal van Uppsala. Het gebouw is vernoemd naar Gustaaf II Adolf van Zweden, die geld doneerde voor de bouw. Het is het eerste en oudste gebouw van de universiteit. De bibliotheek is na de bouw toegevoegd.
Hoewel er ook congressen en cursussen worden gegeven, is het gebouw sinds 1997 met name in gebruik als Museum Gustavianum. Het museum bevat een collectie van Griekse, Egyptische en Noordse oudheden. Naast vijf permanente tentoonstellingen over onder meer de geschiedenis van de wetenschap en de geschiedenis van de universiteit zelf, zijn er wisselende tentoonstellingen te zien. In de koepel bevindt zich een uniek anatomisch theater (Theatrum anatomicum), die door hoogleraar Olof Rudbeck werd ontworpen en gebruikt om ontledingen te tonen aan zijn leerlingen.